# Kancjanela
Kancjanela – imię żeńskie pochodzenia łacińskiego, zdrobnienie przy użyciu formamtu -ella przydomka Cantia (Kancja), żeńskiego odpowiednika Kancjusza, który z kolei powstał na podstawie wyrazu pospolitego cantius — "śpiew" lub cantio — "piosenka". Może ono zatem oznaczać "śpiewna" lub "lubiąca śpiew". 
Kancjanela imieniny obchodzi 31 maja, jako wspomnienie św. Kancjusza, Kancjana i Kancjaneli.